# Stig Larsson (écrivain)
Pour les articles homonymes, voir Larsson.
Ne doit pas être confondu avec Stig Larsson ou Stieg Larsson.
Stig Håkan Larsson, né le 20 juillet 1955 à Skellefteå, dans le comté de Västerbotten, est un poète, dramaturge, romancier, producteur, scénariste et critique suédois.
Il a été membre du comité de rédaction de Kris, et est entre autres connu pour les romans Les Autistes et Nouvel An, un jeu et le film Kaninmannen.
Dans Un homme amoureux, Karl Ove Knausgaard vante son roman Natta de Mina (non encore traduit en français).

## Biographie

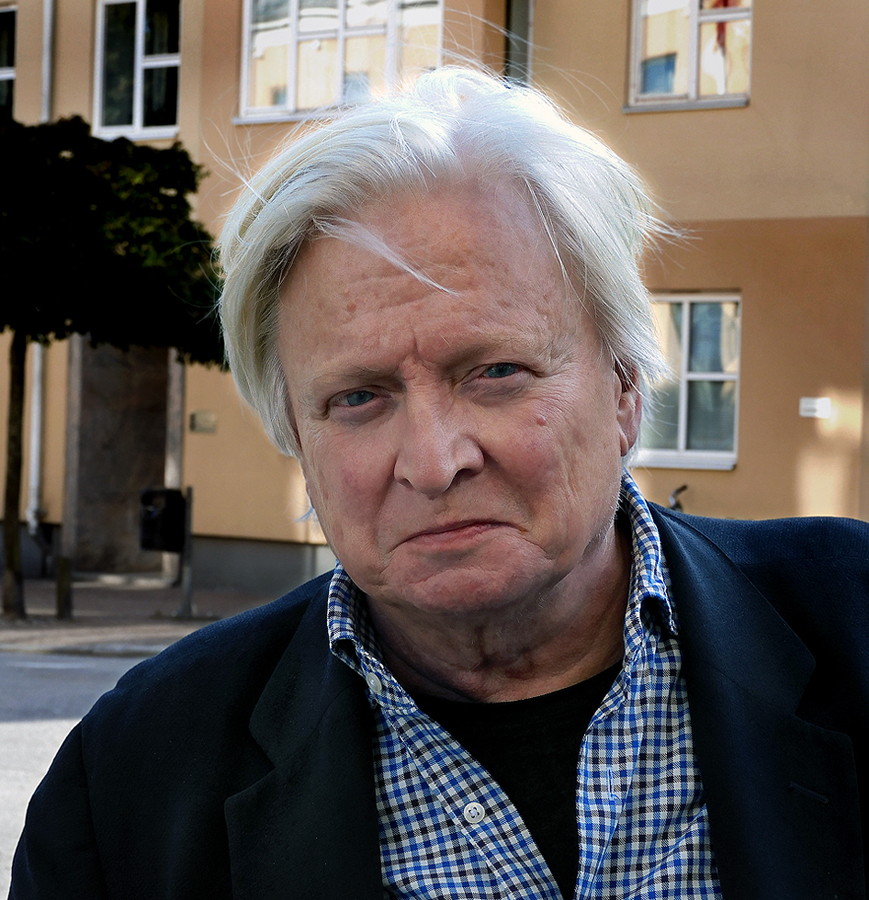
Stig Larsson 2021.

Principaux titres : Autisterna (1979); Nyår (1984); Samtidigt, på olika platser (1985); Introduktion (1986); Komedin I (1989); Om en död: Prosatexter 1979-1988 (1992); Matar (1995); Natta de mina (1997); När det känns att det håller på ta slut (2012)
Il obtient le prix Dobloug en 1997 et le Prix Bellman 2006.

## Œuvres traduites en français
- Les Autistes [« Autisterna »], trad. de Jean-Baptiste Brunet-Jailly, Paris, Presses de la Renaissance, coll. «Les Romans étrangers», 1986, 147 p.  (ISBN 2-85616-368-8)
- Nouvel an [« Nyår »], trad. de Jean-Baptiste Brunet-Jailly, Paris, Presses de la Renaissance, coll. «Les Romans étrangers», 1987, 221 p.  (ISBN 2-85616-437-4)
- Introduction [« Introduktion »], trad. de Jean-Baptiste Brunet-Jailly, Paris, Presses de la Renaissance, coll. «Les Romans étrangers», 1989, 237 p.  (ISBN 2-85616-527-3)
- La Comédie [« Komedin I »], trad. de Jean-Baptiste Brunet-Jailly, Paris, Presses de la Renaissance, coll. «Les Romans étrangers», 1991, 297 p.  (ISBN 2-85616-616-4)
- On ne l’attendait pas, trad. de Jacques Robnard, Paris, Aux nouvelles écritures théâtrales, 2003, 67 p. (BNF 39511995)